# Pleudaniel
Pleudaniel (bret. Planiel) – miejscowość i gmina we Francji, w regionie Bretania, w departamencie Côtes-d’Armor.
Według danych na rok 1990 gminę zamieszkiwało 936 osób, a gęstość zaludnienia wynosiła 51 osób/km² (wśród 1269 gmin Bretanii Pleudaniel plasuje się na 598. miejscu pod względem liczby ludności, natomiast pod względem powierzchni na miejscu 546.).